# Indotrachelus himalayensis
Indotrachelus himalayensis is een keversoort uit de familie bladrolkevers (Attelabidae). De wetenschappelijke naam van de soort werd in 1989 gepubliceerd door Pajni, Haq, Gandhi.